# Epiphone Viola Bass
Epiphone Viola Bass – gitara basowa 4-strunowa, typu Hollow body (bez wycięcia w pudle) z dwoma przystawkami mini humbucker. Jest wzorowana na legendarnej gitarze Paula McCartneya (The Beatles) produkcji firmy Höfner, mianowicie Höfner 500/1. Korpus i gryf gitary wykonane są z klonu, a podstrunnica z palisandru. Bas posiada 22 grywalne progi oznakowane markerami (okrągłe na gryfie oraz kropki z boku) oraz chromowany osprzęt. Do regulowania dostępne są 3 potencjometry: 2 głośności i 1 tonu.
Warto wspomnieć, że ze względu na ruchomy mostek gitara nie nadaje się do mocnej techniki jaką jest klang. Natomiast zdecydowana gra piórkiem nie sprawia żadnych problemów (bo nie wymaga podrywania strun do góry). Łatwo dostosować gitarę dla osób leworęcznych.